# Kosmos 482
Kosmos 482 è la denominazione ufficiale di una sonda spaziale sovietica, lanciata nell'ambito del programma Venera.
La sonda fu lanciata il 31 marzo 1972 con l'obiettivo di raggiungere il pianeta Venere e di penetrare nella sua atmosfera. La sonda non è riuscita a sfuggire all'orbita terrestre bassa. 

## Nome
A partire dal 1962, il nome Kosmos è stato attribuito alle navicelle sovietiche rimaste in orbita terrestre, indipendentemente dal fatto che questa fosse la loro destinazione finale. La designazione di questa missione come sonda planetaria si basa su prove provenienti da fonti e documenti storici sovietici e non. In genere le missioni planetarie sovietiche venivano inizialmente poste in un'orbita di parcheggio a Terra come piattaforma di lancio con un motore a razzo e una sonda collegata. Le sonde venivano poi lanciate verso i loro obiettivi con una combustione del motore della durata di circa quattro minuti. Se il motore non si accendeva o la combustione non veniva completata, le sonde rimanevano in orbita terrestre e ricevevano la designazione Kosmos.

## Storia
La sonda Kosmos 482 fu lanciata da un lanciatore Molnija il 31 marzo 1972, quattro giorni dopo la sonda atmosferica Venera 8, e potrebbe essere stata simile nel progetto e nel piano di missione. Dopo aver raggiunto un'orbita di parcheggio terrestre, il veicolo spaziale ha tentato apparentemente di lanciarsi in una traiettoria di trasferimento verso Venere. Si separò in quattro pezzi, due dei quali rimasero in orbita terrestre bassa e precipitarono entro 48 ore nel sud della Nuova Zelanda, senza provocare danni a persone, mentre due pezzi (presumibilmente il carico utile e l'unità motore staccata) entrarono in un'orbita più alta di 210 × 9800 km, con un'inclinazione di 52 gradi. Un timer impostato in modo errato causò l'interruzione prematura dello stadio Blok L, impedendo alla sonda di uscire dall'orbita terrestre.
Il diritto aerospaziale richiedeva che i detriti spaziali fossero restituiti al loro proprietario nazionale, ma i sovietici negarono di essere a conoscenza o di possedere il satellite. La proprietà ricadeva quindi sull'agricoltore sulla cui proprietà era caduto il satellite. I pezzi sono stati analizzati a fondo da scienziati neozelandesi che hanno stabilito che erano di origine sovietica a causa dei segni di fabbricazione e della saldatura ad alta tecnologia del titanio. Gli scienziati hanno concluso che probabilmente si trattava di recipienti a pressione di gas del tipo utilizzato nel razzo di lancio di un satellite o di un veicolo spaziale e che si erano decomposti nell'atmosfera.

### Rientro
Si prevedeva che la sonda si sarebbe schiantata sulla Terra all'incirca tra il 9 e il 10 maggio 2025, e così è stato, infatti il rientro è avvenuto la mattina del 10 maggio. Era ritenuto molto probabile che il modulo di atterraggio, che pesa 495 chilogrammi, raggiungesse la superficie terrestre tutto intero, in quanto era stato progettato per resistere a 300 G di accelerazione e 100 atmosfere di pressione.
Secondo l'ente spaziale russo Roscosmos, la sonda della missione fallita Venera è precipitata nell’Oceano Indiano, a ovest di Giacarta alle ore 8:24 (ora italiana).